# Баладинський Вадим Леонідович
Вади́м Леоні́дович Балади́нський (*5 серпня 1935, м. Тараща, Київської області) — фахівець в галузі будівельної механіки, доктор технічних наук (1982), професор (1984), завідувач кафедри будівельних машин Національного університету будівництва та архітектури України, директор Науково-дослідного інституту будівельно-дорожної та інженерної техніки, з 1988 року — президент Міжнародної асоціації з автоматизації та екології земляних робіт, Заслужений діяч науки та техніки України (1994), лауреат премії імені М. Будникова (1995), та лауреат Державної премії України в галузі науки та техніки (2003).

## Кар'єра
Вадим Леонідович Баладинський народився 5 серпня 1935 року в місті Тараща Київської області.
У 1958 році закінчив Дніпропетровський інженерно-будівельний інститут.
З 1958 по 1960 рік — працював на Воронезькому екскаваторному заводі, де обіймав посади майстра виробництва та інженера-технолога.
З 1960 по 1961 рік — працював на посадах інженера-технолога та конструктора Бакинського екскаваторного заводу.
Від 1961 року працює в Київському інженерно-будівельному інституті (нині — Національний університет будівництва та архітектури України): від 1967-го — доцент; від 1984-го — професор; від 1983-го — завідувач кафедри будівельних машин; від 1993 — директор Науково-дослідного інституту будівельно-дорожної та інженерної техніки.
Одночасно з посадами в Київському інженерно-будівельному інституті, з 1988 року є президентом Міжнародної асоціації з автоматизації та екології земляних робіт.
Баладинський проводить наукові дослідження в галузі розробки високошвидкісних принципів руйнування ґрунтів за різних умов і для різних галузей господарства що включають наземне, підземну, підводну та космічну сфери. Праці Баладинського пов'язані з будівництвом приміщень та наземних споруд, сільським господарством, будівництвом доріг, військово-інженерними розробками, гірничою галуззю та транспортом. Фундаментальні наукові дослідження полягають у створенні теорії динамічного руйнування робочих середовищ і руйнівної техніки з високою питомою продуктивністю (18—20 кубічних метрів на годину за кіловат енергії)

## Підручники та посібники
- Динамическое разрушение грунтов. — Киев, 1971.
- Разрушение прочных грунтов. — Киев, 1973 (у співавторстві).
- Машины и механизмы для подводных работ. — Ленинград, 1979 (у співавторстві).
- Средства механизации земляных работ: механика рабочих процессов. — Москва, 1985 (у співавторстві).
- Основи теорії руйнування робочих середовищ. — Київ, 1997 (у співавторстві).
- Динамика разрушения грунтов и пород. — Саратов, 1998 (у співавторстві).
- Теория разрушения рабочих сред. — Киев, 1999 (у співавторстві).